# أ. جاي إيفرسن
أ. جاي إيفرسن (بالدنماركية: A.J. Iversen)‏ هو شخصية أعمال ومصمم دنماركي، ولد في 13 ديسمبر 1888، وتوفي في 17 ديسمبر 1979 في كوبنهاغن في الدنمارك.